# 멜리타 솅크 그래핀 폰 슈타우펜베르크
멜리타 솅크 그래핀 폰 슈타우펜베르크(독일어: Melitta Schenk Gräfin von Stauffenberg, 1903년 1월 9일 ~ 1945년 4월 8일)은 독일의 비행사이다.
뮌헨 공과대학교를 졸업하고 항공 엔지니어로 일했으나 1936년 친조부가 유대인인 미슐링이라는 이유로 해직되었다. 1937년 역사학자 알렉산더 솅크 그라프 폰 슈타우펜베르크과 결혼하였고, 그 해 독일에서 하나 라이치 이후 2번째로 비행기장(Flugkapitänin) 명예를 획득한 여성이 되었다. 이후 전 기종 동력 비행기의 면허를 취득할 수 있었다.
제2차 세계 대전 동안 루프트바페의 시험 비행사로 활동했다. 급강하폭격기 2,500회 시험비행으로 루프트바페 시험비행사 중 비행회수 2위이다. 2급 철십자장 및 전선비행기장을 수훈받았다. 1944년 7월 20일 음모 당시 아주버니 클라우스 폰 슈타우펜베르크에 연좌되어 체포당했으나 시험비행 임무 수행을 위해 석방되었다.
1945년 4월 8일 바이에른 상공에서 미군 전투기에 격추당했고, 추락 후 구출되었으나 곧 사망했다.